# 이 밥이 나를 살렸다
《이 밥이 나를 살렸다》는 JTBC의 교양 프로그램이다. 생사의 기로에서 치유식을 통해 ‘제 2의 건강과 인생’을 찾은 사람들의 이야기를 들려주는 프로그램이다.